# Microphor robustus
Microphor robustus är en tvåvingeart som först beskrevs av Axel Leonard Melander 1927.  Microphor robustus ingår i släktet Microphor och familjen styltflugor.
Artens utbredningsområde är Pennsylvania. Inga underarter finns listade i Catalogue of Life.